# 國土安全
國土安全（英語：Homeland security）是一個涵蓋術語，它包含美国為抵擋恐怖分子活動而採取的所有措施。具體來說，國土安全是指以一國之合力，去防範美國境內的恐怖襲擊﹑增強美國抵抗恐怖主义的能力﹑減低破壞以及協助復元。

## 簡介
2002年11月美國政府部門重組，當時小布希總統把22個行政機構併入一新部門──美國國土安全部，冀望此部統領國土保衛一切事務，國土安全一詞表面上源起於此。此後，美国参议院國土安全及政府事務委員會和美国众议院國土安全委員會的舉動亦能以「國土安全」歸納之。
至於國土防衛，則是指美國國土﹑主權﹑國內人民及重要基建的保護，與國土安全的概念相異。

## 美國
在美國，國土安全的責任延伸至各聯邦政府機構與政府實體。根據國土安全研究，美國聯邦國土安全和國土防衛涉及187個聯邦機構及部門，當中包括美國國民警衛隊以及美國國土安全部管轄的7個機構：美國海岸防衛隊﹑聯邦緊急事務管理局
﹑美國海關及邊境保衛局﹑美國移民海關總署﹑美國公民與移民局﹑美國特勤局﹑美國運輸安全管理局﹑美國情報系統轄下14個機構以及民航巡邏隊。
小布什白宮班子在2002年頒布國土安全法案，將以上部門的行動歸國土安全部統籌，然而許些美國國土安全行動仍由其他獨立部門執行。例如聯邦調查局及中央情報局並不隸屬該部門﹑國防部與衛生及公共服務部的角色對國土安全亦舉足輕重。美國一切國土安全事務實際上由白宮內的國土安全會議領導，主管為現任總統反恐顧問约翰·O·布雷南。
美國國家戰略介定國土安全為「以一國之合力，去防範美國境內的恐怖襲擊﹑增強美國抵抗恐怖主義的能力﹑減低破壞以及協助復元」的概念。因此聯邦緊急事務管理局如今由國土安全部指揮，後者負起對自然災害的部署﹑對策和善後的總責任。
依照美國行政管理和預算局及國土安全研究機構的資料，國土安全部的國土安全經費只佔美國全體國土安全和國土防衛開支的百分之20至21。而國土安全部再把自身百分之四十的預算分配在民事，和其他無關保安的事務裡,譬如海岸防衛隊的搜救任務與關口事務。美國國土安全部是全球最大的國土反恐組織,其運作經費高達2010全球財政年度中國土安全撥款的四成。
此詞原本不過在某些政策小圈子中有所應用,卻在911事件後於美國廣為流傳。「美國國土的安全」這短語曾見於1998年哈佛大學的John F. Kennedy School of Government一份研究報告書中。
美國北方司令部認為,國土安全亦可解作為民間的貢獻，而國土防衛則為軍隊的貢獻。

## 國土安全的範籌
- 國土安全的範疇總括有：
  - 緊急情況的部署以及對策（不論是由於恐怖份子還是自然災害）包括志願醫療、警察、緊急事務管理及消防人員
  - 國內和國際情報活動,多由聯邦調查局管理
  - 重要關鍵基礎設施(critical infrastructure)與周邊保安
  - 邊境安全（陸上、海上、關口）、跨國犯罪、恐怖主義
  - 運輸安全，包括飛機及船艇
  - 天然災害、技術災害或人為災害等非傳統安全威脅因素
  - 生物病原害防衛、生態環境、疾病蔓延
  - 偵察放射性物質
  - 研究新一代保安技術

## 評價
國際法（不論美國有否簽署遵守）與國土安全所奉行的原則時有衝突，其中一個經典例子就是「非法戰鬥人員」。美國政府經常以「非法戰鬥人員並不適用於日內瓦公約」為借口，拒絕承認被囚禁疑犯為戰俘。同時，多數國際法乃依日內瓦公約為共識發展而來，但美國並沒有簽署全部日內瓦公約。

## 註腳
1. ↑  FAS.ORG: Air Force Doctrine Document 2-10, 21 March 2006, pp.9-10, defines both terminologies. （页面存档备份，存于）
 This document complements related discussion found in Joint Publication 3-26, (JP 3-26), Joint Doctrine for Homeland Security.
2. ↑   (PDF).   [2011-05-08]. （原始内容 (PDF)存档于2011-07-12）.
3. ↑  .   [2011-05-08]. （原始内容存档于2002-07-24）.
4. ↑  U.S. Office of Management and Budget. Analytical Perspectives, Budget of the United States Government, Fiscal Year 2011. ISBN 978-0-16-084798-1
5. ↑  Homeland Security Research Corporation. U.S. HLS-HLD Markets – 2011-2014
6. ↑  Homeland Security Research Corporation. Global Homeland Security, Homeland Defense & Intelligence Markets Outlook - 2009-2018
7. ↑  .   [2007-10-16]. （原始内容存档于2007-08-19）.
8. ↑  Human Rights Brief: A Legal Resource for the International Human Rights Community .   [2008-04-10]. （原始内容存档于2008-07-05）.